# لندروور دیسکاوری
لندروور دیسکاوری (Land Rover Discovery) خودرویی است که از سال ۱۹۸۹ تا کنون در بریتانیا، پرتوریا، آفریقای جنوبی، عقبه و اردن تولید شده‌است. طراحی آن موتور جلو، خودرو چهار چرخ محرک بوده‌است.
دیسکاوری جدید اولین بار در ماه گذشته و در نمایشگاه خودروی پاریس ظاهر شد و حالا این خودرو برای حضور در نمایشگاه خودروی لس‌آنجلس آماده می‌شود. دیسکاوری جدید که در ایالات‌متحده جایگزین LR4 می‌شود بهای آغازین ۴۹۹۹۰ دلاری خواهد داشت که به این مبلغ باید هزینهٔ حمل و تحویل ۹۹۵ دلاری را نیز اضافه کرد. با این مبلغ شما مدل پایهٔ SE مجهز به پیشرانهٔ ۶ سیلندر ۳ لیتری با قدرت ۳۴۰ اسب بخاری و گشتاور ۴۵۰ نیوتون متری را دریافت خواهید کرد.
Land_Rover-Discovery-2017-1024-05
اگر پیشرانهٔ دیزلی و گشتاور بیشتر را می‌خواهید می‌توانید پیشرانهٔ ۳ لیتری ۲۵۴ اسب بخاری را با گشتاور ۶۰۰ نیوتون متری در تریم HSE و با بهای ۵۸۹۵۰ دلاری انتخاب کنید. مدل HSE مجهزتر با بهای ۶۵۹۵۰ دلاری نیز در دسترس شماست. صرف‌نظر از نوع پیشرانه، دیسکاوری ۲۰۱۷ به‌صورت استاندارد با گیربکس اتوماتیک ۸ سرعته عرضه می‌شود و به لطف ساختار آلومینیومی خود ۴۵۳ کیلوگرم سبک‌تر از LR4 قدیمی است.
Land_Rover-Discovery-2017-7
اما گران‌ترین نسخهٔ دیسکاوری ۲۰۱۷ مدل تولید محدود First Edition با بهای ۷۳۹۵۰ دلاری است. این نسخه انحصاراً با پیشرانه بنزینی در دسترس بوده و تجهیزات بیشتری نسبت به مدل فول کامل HSE دارد. به عنوان مثال این مدل به‌صورت استاندارد با رینگ‌های ۲۱ اینچی، چراغ‌های جلوی LED، کنترل حرکت در تمام سطوح، جلوپنجرهٔ تیره و دستگیره‌های درب همرنگ بدنه عرضه می‌شود. داخل کابین شاهد سیستم ناوبری و InControl، نورپردازی محیطی و سیستم دوربین اطراف با دستیار پارک هستیم. این مدل همچنین دارای کلید فعالیت ضدآب و تا شدن هوشمند صندلی است که به مالک این اجازه را می‌دهد تا با استفاده از صفحه لمسی یا حتی با برنامهٔ گوشی هوشمند آرایش صندلی‌های ردیف دوم و سوم را تنظیم کند.
Land_Rover-Discovery-2017-1024-34
Land_Rover-Discovery-2017-1024-4a
خریداران دارای بودجهٔ محدود از شنیدن اینکه تریم SE پایه با تجهیزات فراوانی مثل سقف شیشه‌ای پانورامیک ثابت، چراغ‌های جلوی خودکار، آینه‌های جانبی برقی و گرم شونده، برف‌پاک‌کن‌های حساس به سرعت و رینگ‌های ۱۹ اینچی عرضه می‌شود خوشحال خواهند شد. لندروور همچنین حسگرهای پارک عقب و صندلی‌های جلویی چرمی و برقی را به خودرو اضافه کرده و صفحه لمسی ۸ اینچی، صندلی‌های عقبی تاشونده و سیستم صوتی با ۱۰ بلندگو را نیز ارائه می‌کند